# يوزف ماير
يوزف ماير (بالبولندية: Józef Mayer)‏ هو كيميائي بولندي، ولد في 21 مايو 1939 في وودج في بولندا، وتوفي في 19 نوفمبر 2016.